# Atazanavir/ritonavir
Atazanavir/ritonavir (ATV/r) es un medicamento combinado utilizado en el tratamiento del VIH/SIDA.  Combina atazanavir y ritonavir.  Se puede usar en lugar de lopinavir/ritonavir.  Se administra por vía oral. 
Los efectos secundarios son generalmente mínimos.  Pueden incluir dolor abdominal, diarrea, piel amarillenta, dolores musculares y dolor de cabeza.  Se debe tener más cuidado en las personas con problemas hepáticos subyacentes.  El uso en el embarazo parece ser seguro.  En la combinación, atazanavir funciona como un inhibidor de la proteasa y ritonavir funciona para aumentar los niveles de atazanavir. 
La combinación fue aprobada para su uso en India en 2012 y para el año 2017 su aprobación para ser usado en los EE.UU. se encuentra pendiente.   Está en la Lista de medicamentos esenciales de la Organización Mundial de la Salud, los medicamentos más efectivos y seguros que se necesitan en un sistema de salud.  El costo promedio por año es de US$281 en el mundo en desarrollo para el año 2012. 